# 物語る私たち
『物語る私たち』 (Stories We Tell) は、2012年のサラ・ポーリー脚本・監督、カナダ国立映画庁（NFB）製作によるカナダの映画。この映画は彼女の家族の秘密を探っており、その中にはポーリー自身のアイデンティティにも深く関わる秘密も含まれている。 
2012年8月29日、第69回ヴェネツィア国際映画祭でプレミア上映され、その後第39回テルライド映画祭と第37回トロント国際映画祭で上映された。 2015年には、トロント国際映画祭の歴代カナダ映画トップ10のリストに追加され、第10位にランクインした。 また、2016年にBBCが行った批評家による投票では、2000年以降の70番目の映画に選ばれた。

## ストーリー
サラ・ポーリーが、彼女自身の出生の秘密を軸として亡き母と家族の姿を描くドキュメンタリー。
サラの母、ダイアンは最初の結婚で2人の子どもを、次の結婚でマイケルとのあいだに3人の子どもをもうけた。サラが11歳のとき、ダイアンはガンで亡くなった。サラの父マイケルは、ダイアンの死後、男手一つでサラを育てた。あるとき、父と兄弟姉妹が集まった際、誰かが冗談を言い出す、「サラだけ父さんに似てないね」——。
明るく活動的だったダイアン、彼女はかつて舞台に出演するために7週間のあいだ家族と離れてモントリオールに行ったことがあった。そのとき3人の共演者の誰かと浮気してサラが生まれたーーそんな憶測が家族で話し合われた。「そういえば生まれたサラが赤毛だったことを、母さんはわざとらしく不思議がっていた、あれは……」。憶測が憶測を呼び、話はもはや冗談では済まされなくなっていた。
成長し、その事を知らされたサラは事実を確かめるために、共演者のひとり・ジェフに会うことにする。彼も赤毛だったため、父親候補としてもっとも有力だと家族も両親の友人たちも思っていた。
ところが、いざ会ってみるとジェフはどうも要領を得ず、母との関係も否定する。だが何か隠しているような様子。
果たしてサラの本当の父親は誰なのか——意外な事実が明らかになる。
サラは、この物語を自ら映画にすることを通して、自分と母をめぐって人々が物語ることの真実に迫ろうとする。

## 受賞
- ロサンゼルス映画批評家協会賞 2013　最優秀ドキュメンタリー賞
- ニューヨーク映画批評家協会賞 2013　最優秀ドキュメンタリー賞
- ナショナル・ボード・オブ・レビュー 2013　最優秀ドキュメンタリー賞
- トロント映画批評家協会賞　最優秀ドキュメンタリー賞　最優秀カナダ映画賞
- ブラチスラバ国際映画祭 2013　最優秀ドキュメンタリー賞
- カナダ監督組合賞 2013　ドキュメンタリー賞
- 山形国際ドキュメンタリー映画祭 2013　コンペティション部門　正式招待
- 全米脚本家組合賞 2014　最優秀ドキュメンタリー脚本賞